# Nikolaus Meldemann

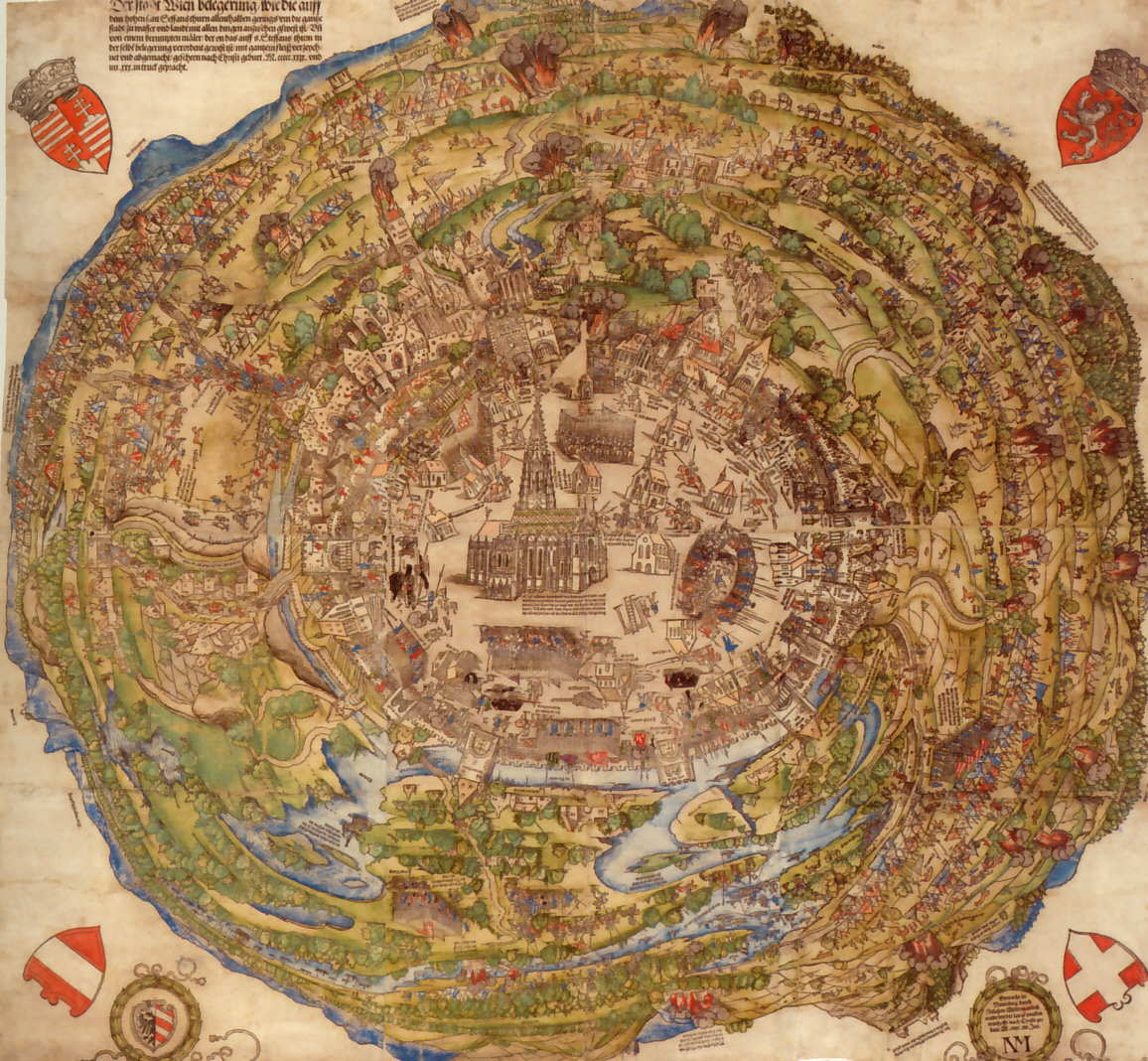
Der Meldeman-Plan, Nürnberg 1530

Nikolaus Meldemann, auch Niklas Meldeman (* in Nürnberg; † 1552) war ein deutscher Drucker und Verleger des 16. Jahrhunderts.

## Leben und Bedeutung

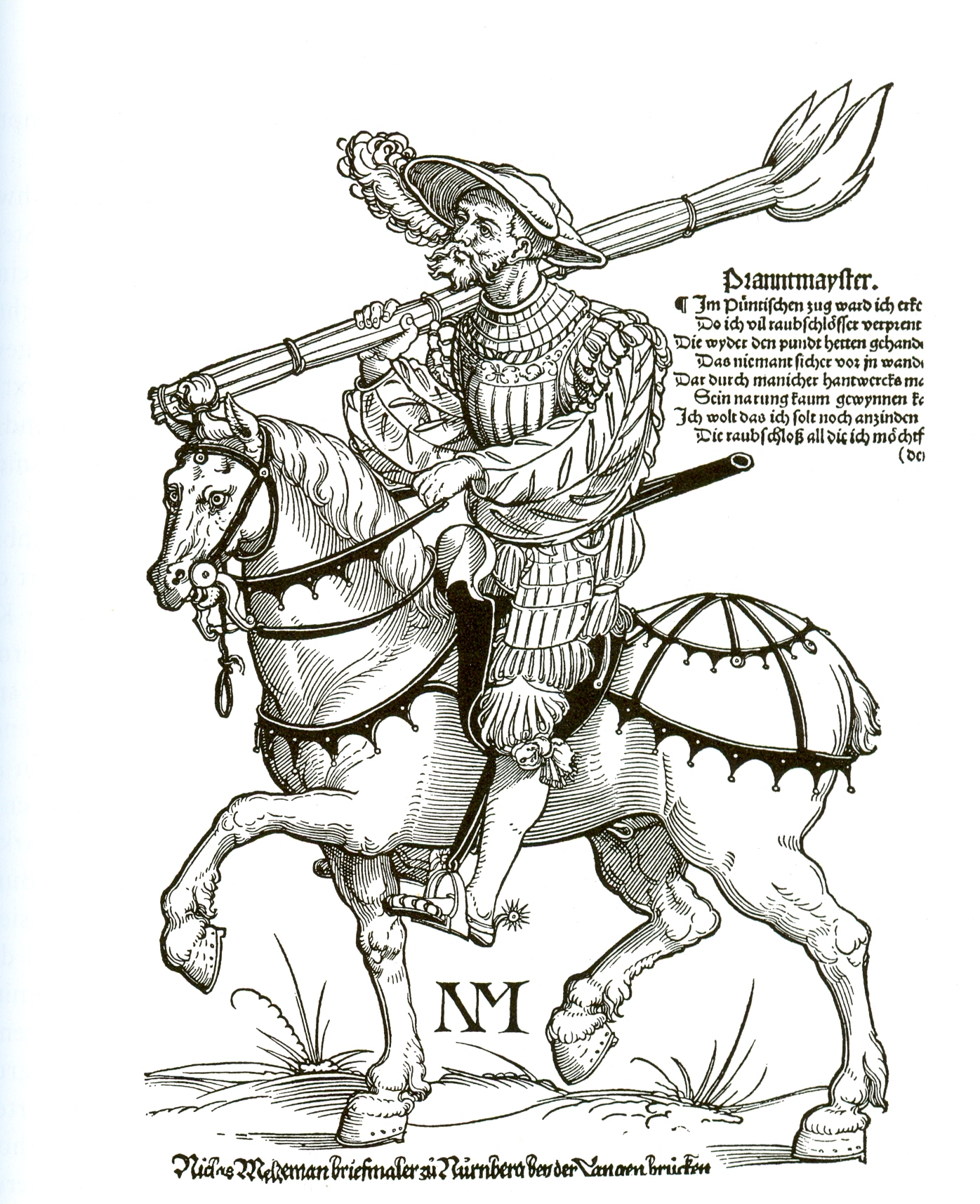
Der Brandmeister

Die genauen Lebensdaten des Nikolaus Meldemann sind nicht mehr erhalten. Fest steht lediglich, dass er 1518 in Nürnberg das Bürgerrecht erwarb und dort als Drucker und Verleger wirkte. Bekannt wurde er aber in Wien durch den von ihm geschaffenen sogenannten Meldeman-Plan. Nach der Ersten Türkenbelagerung Wiens im Jahre 1529, die vom 25. September bis zum 14. Oktober gedauert hatte und erfolgreich abgewehrt werden konnte, reiste Meldemann noch am 25. Oktober nach Wien, um hier, von der Nürnberger Stadtverwaltung dazu ermächtigt, einen Holzschnitt der Türkenbelagerung zu schaffen. Von einem namentlich nicht bekannten „beruembten Maler“, der auf dem Turm des Stephansdomes sitzend, die Belagerung festgehalten hatte, erwarb Meldemann nach längeren Verhandlungen dessen Bild, das einen Rundblick auf das belagerte Wien darstellte. Nach dieser Vorlage schuf Meldemann seinen Holzschnitt, der am 2. Mai 1530 fertiggestellt wurde. Gegen die Konkurrenz des Hans Guldenmundt, der ein ähnliches Bild geschaffen hatte, setzte sich Meldemann beim Nürnberger Stadtrat durch, so dass Guldenmundt sein Werk erst zu einem späteren Zeitpunkt veröffentlichen durfte.
Im Jahre 1899 wurde in Wien die Meldemannstraße nach dem Drucker benannt.

## Meldeman-Plan

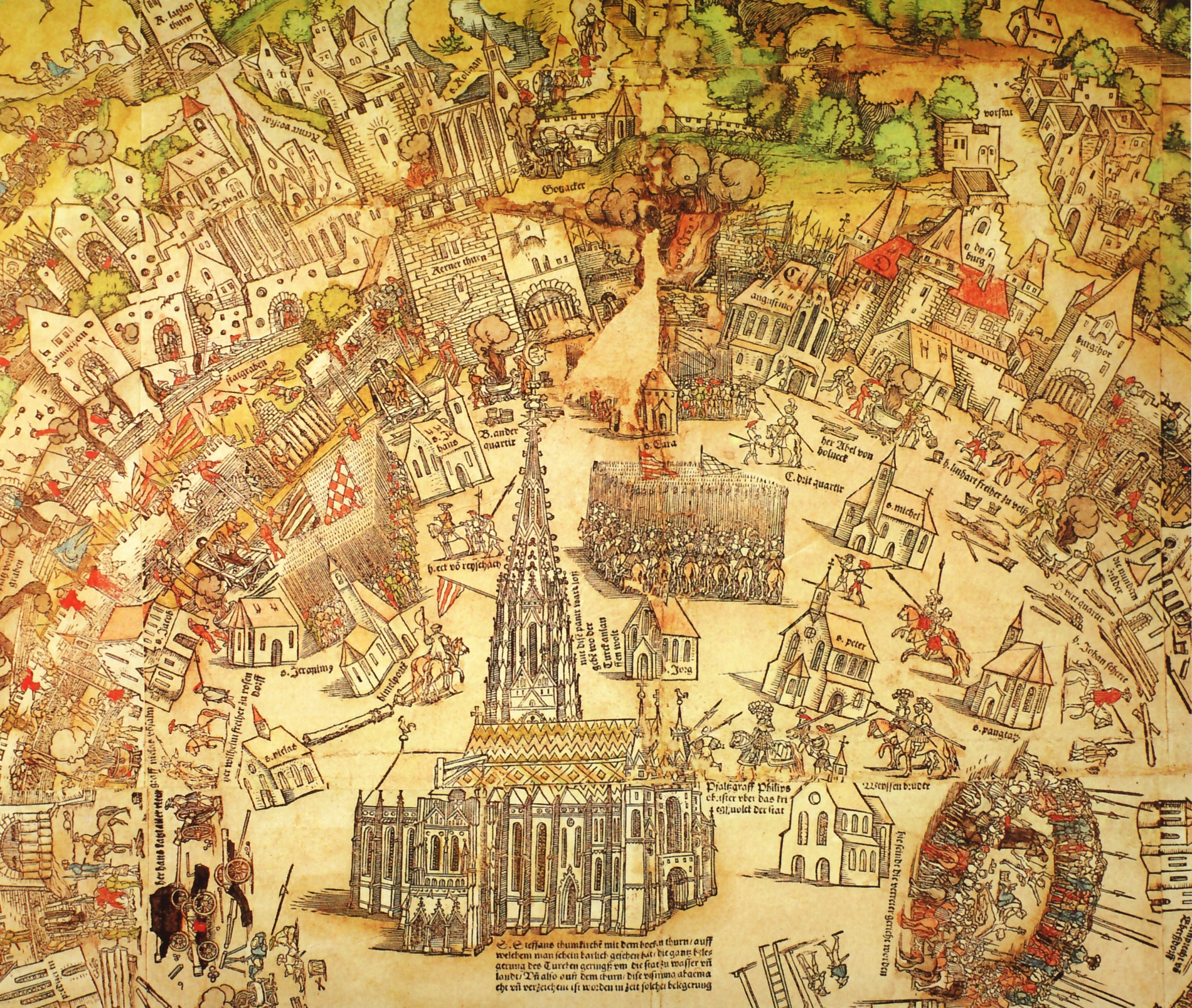
Ausschnitt aus dem Meldeman-Plan mit Stephansdom

Der sogenannte Meldeman-Plan ist eine einzigartige und authentische Darstellung der Ersten Türkenbelagerung Wiens. Mit dem Stephansdom in der Mitte bietet der Plan ein Rundbild des belagerten Wien, das nicht topographisch exakt, sondern entsprechend der Bedeutung der dargestellten Gebiete mehr oder weniger betont ist. Innerhalb des Bildes werden zahlreiche Ereignisse während der Belagerung gleichzeitig dargestellt. Während Gebäude innerhalb der Stadt vernachlässigt sein können, wird die Befestigungsmauer detailliert abgebildet. Die Vororte Wiens im Westen und Süden werden gegenüber dem Norden bevorzugt, da sich in diesen Gebieten für die Belagerung wichtige Szenen abgespielt haben. Gut erkennbar sind die Zelte der belagernden Türken, die wichtigsten Kampfhandlungen und die Zerstörungen der Vorstädte. Auch Ereignisse wie Gräueltaten oder Hinrichtungen finden ihren Platz.
Der Meldeman-Plan stellt einen für die damalige Zeit sehr aktuellen Bildbericht eines politischen Großereignisses dar und hat für Geschichte und Topographie Wiens sehr große Bedeutung. 1927 wurde der Holzschnitt, der aus sechs Stöcken gedruckt worden war, bei einer Auktion in Leipzig für das Historische Museum der Stadt Wien erworben.
Die Daten des Plans sind:
Der stadt Wien belegerung, wie die auff dem hohen sant Steffansthurn allenthalben gerings vm die gantze stadt zu wasser vnd landt mit allen dingen anzusehen gewest ist Vn von einem berumpten maeler...verzeychnet vnd abgemacht gescheen nach Christi geburt. MCCCCCXXIX vnd im XXX in truck gepracht. Gemacht zu Nurenberg durch Niclaßen Meldeman brifmaler bey der lange prucken wonhaft, nach Christi geburt.
Kolorierter Holzschnitt, Druck von 6 Stöcken, 81,2 × 85,6 cm (Wien Museum, Inv. Nr. 48.068)